# 하버랜드역
하버랜드역(일본어: ハーバーランド駅, ハーバーランドえき)은 일본 효고현 고베시 주오구에 있는 고베 시영 지하철 가이간선의 역이다. 역 번호는 K04이다.

## 역 구조
지하 1층에는 대합실과 개찰구가 있고, 지하 2층에 1면 2선의 섬식 승강장이 있다.

### 승강장
| 승강장 | 노선     | 행선                        |
| ------ | -------- | --------------------------- |
| 1      | 가이간선 | 산노미야하나도케이마에 방면 |
| 2      | 가이간선 | 신나가타 방면               |

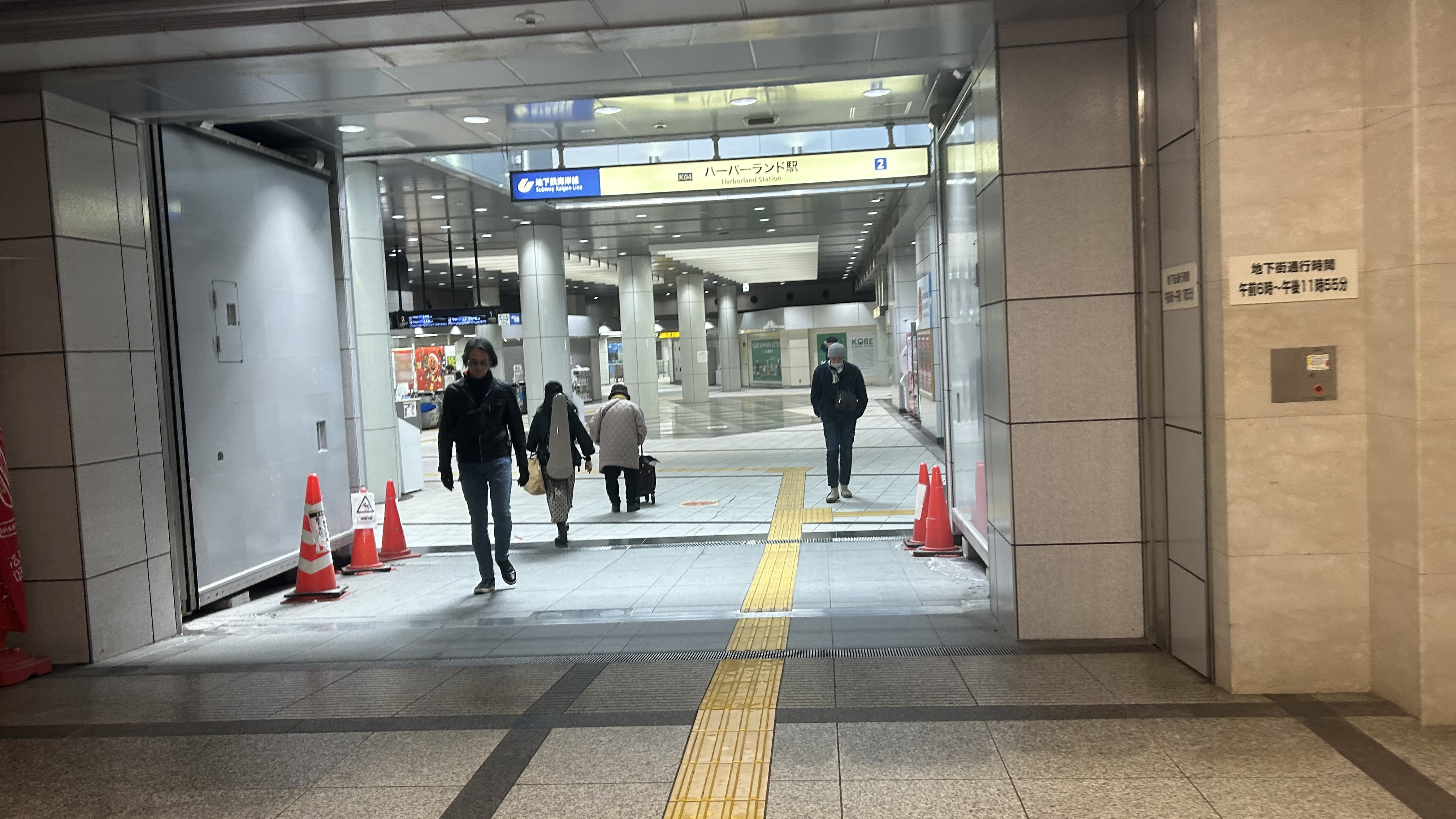
2번 출입구
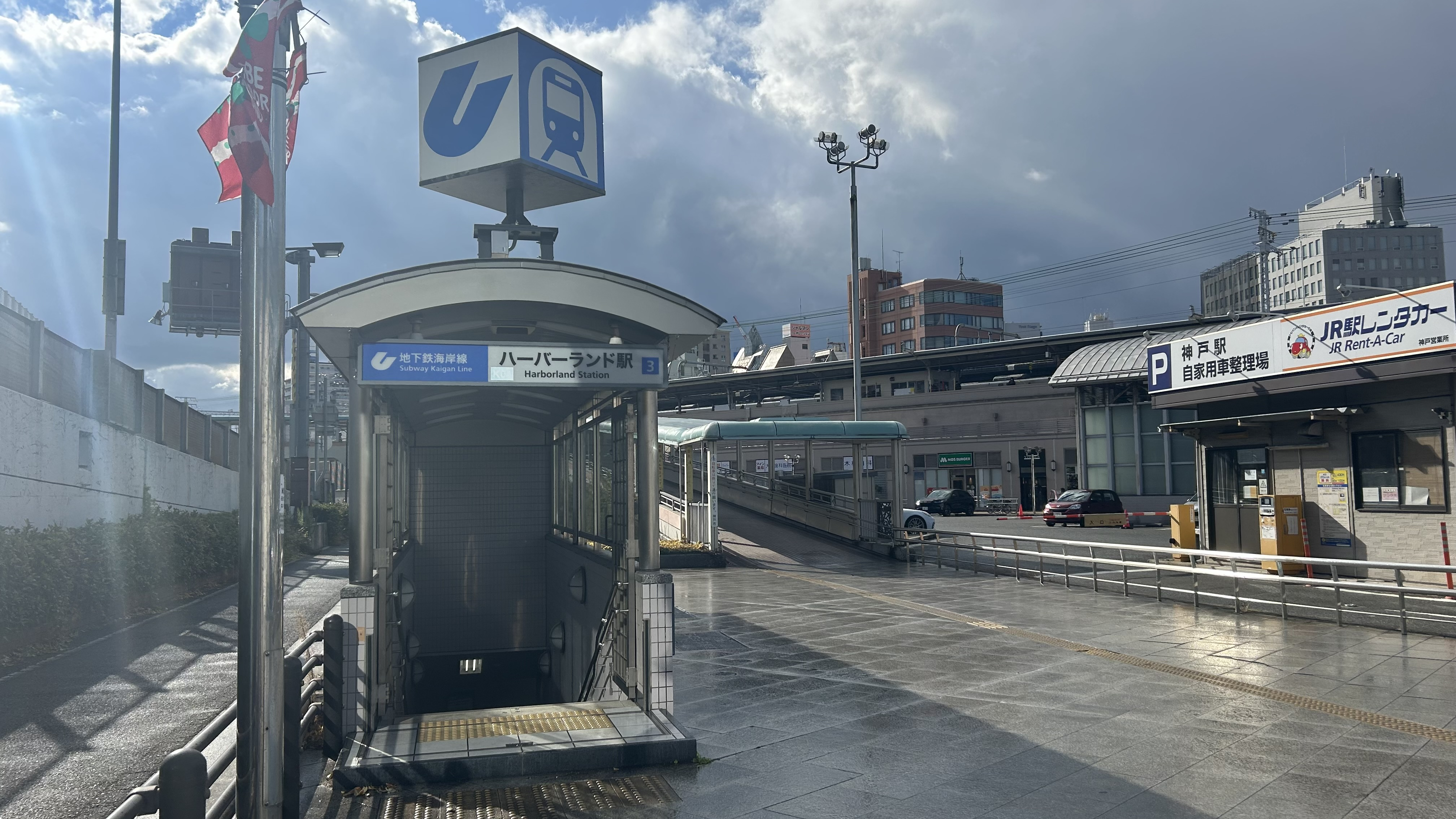
3번 출입구
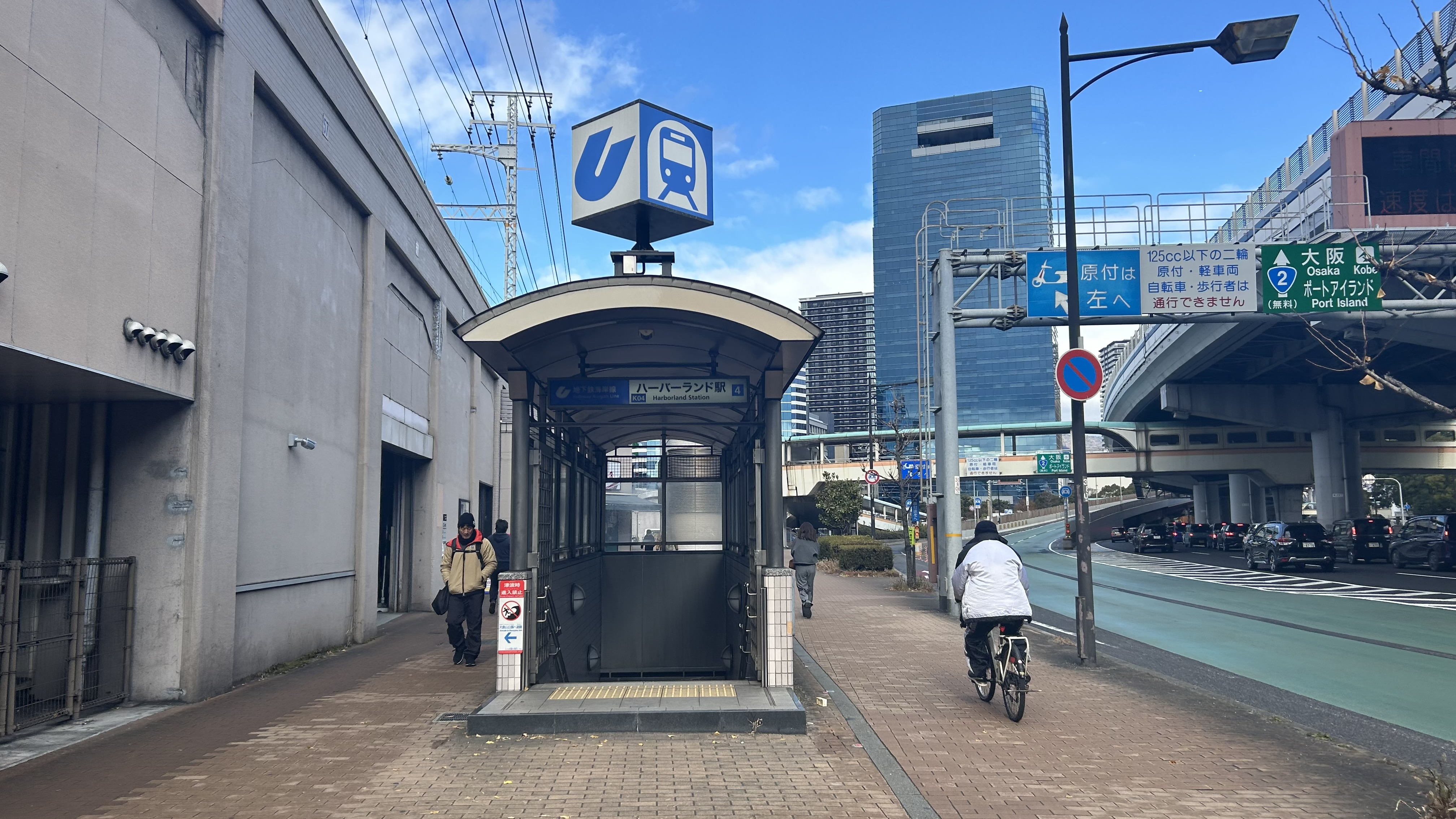
4번 출입구
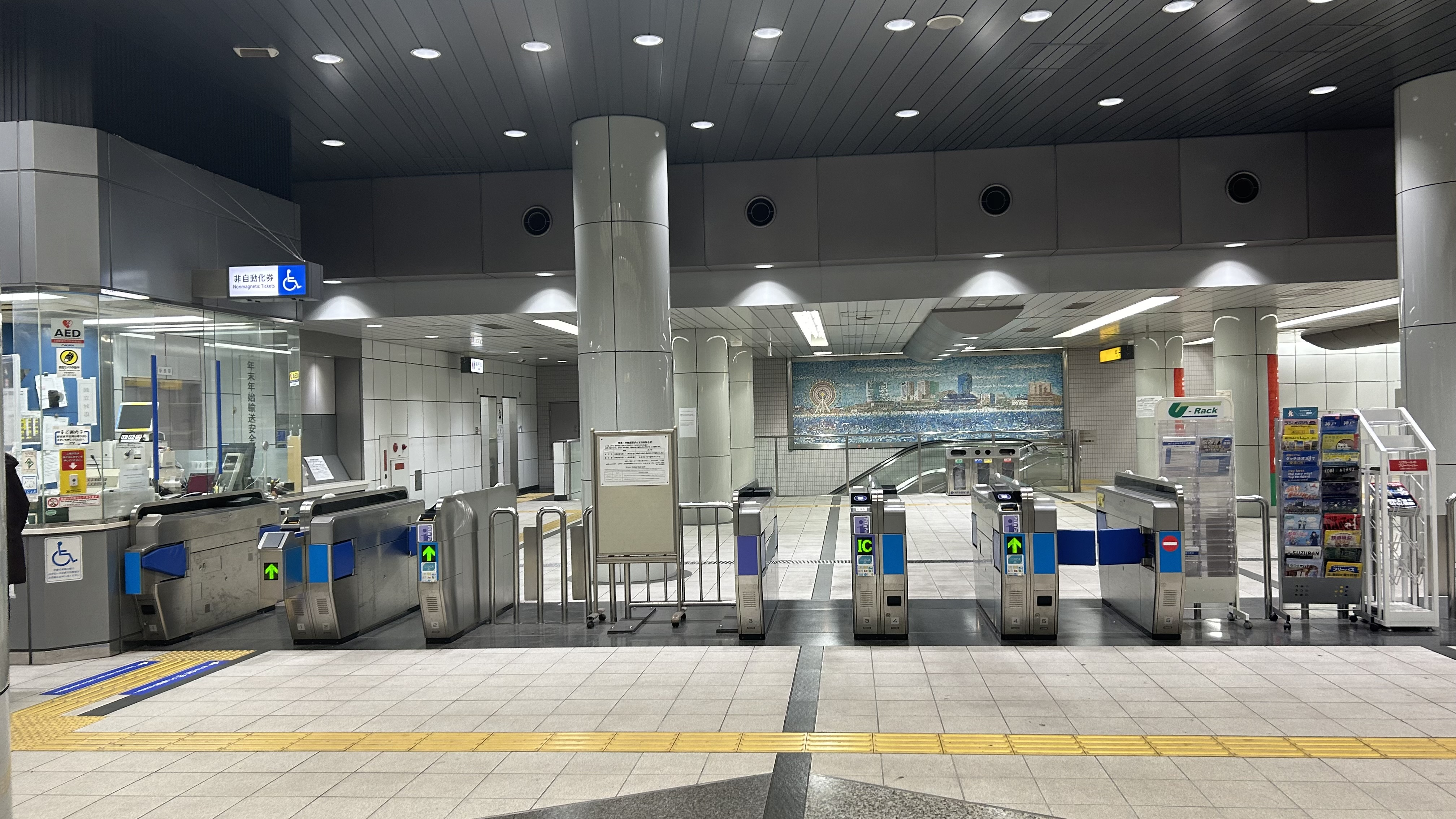
개찰구
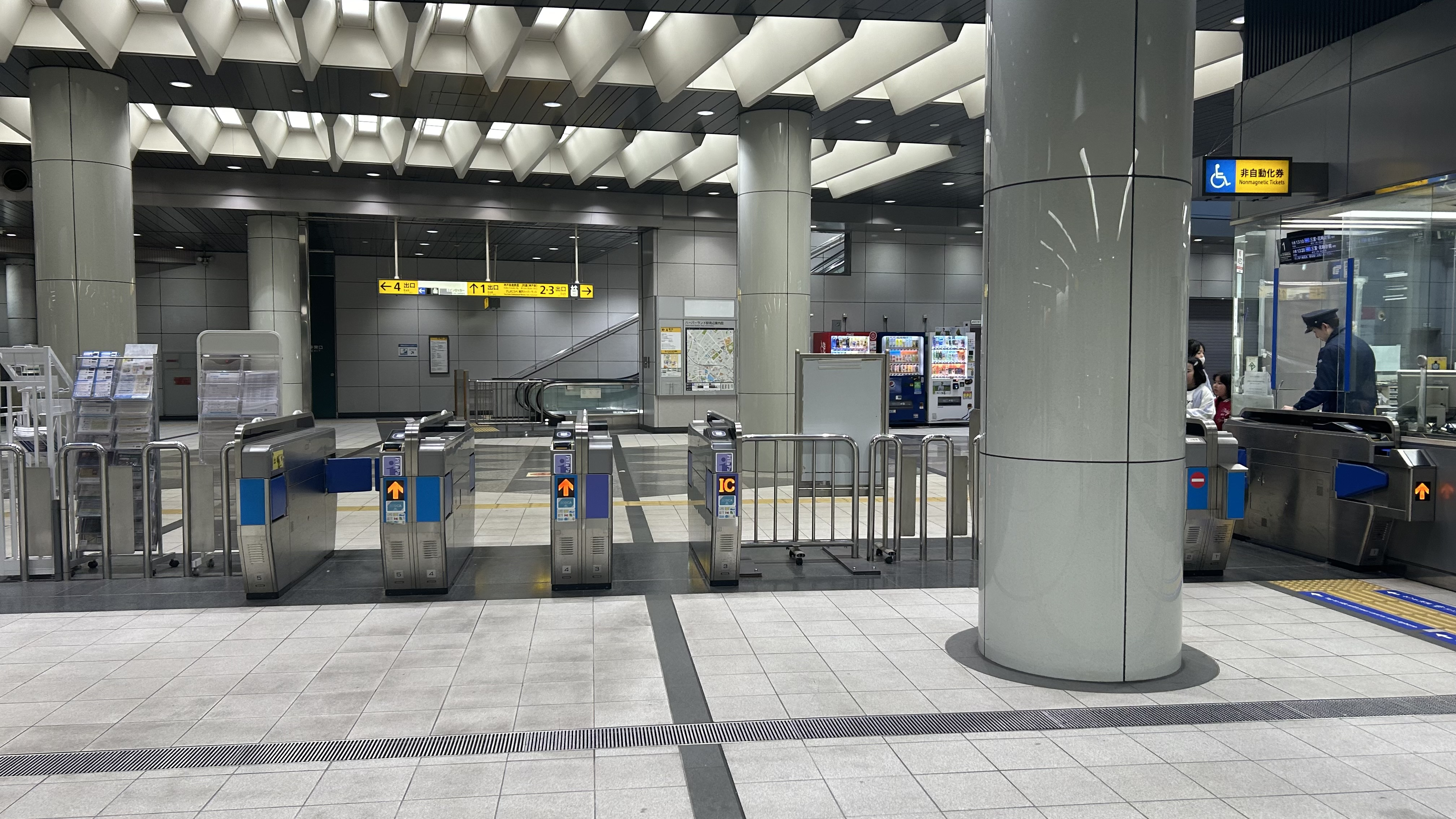
개찰구 내부
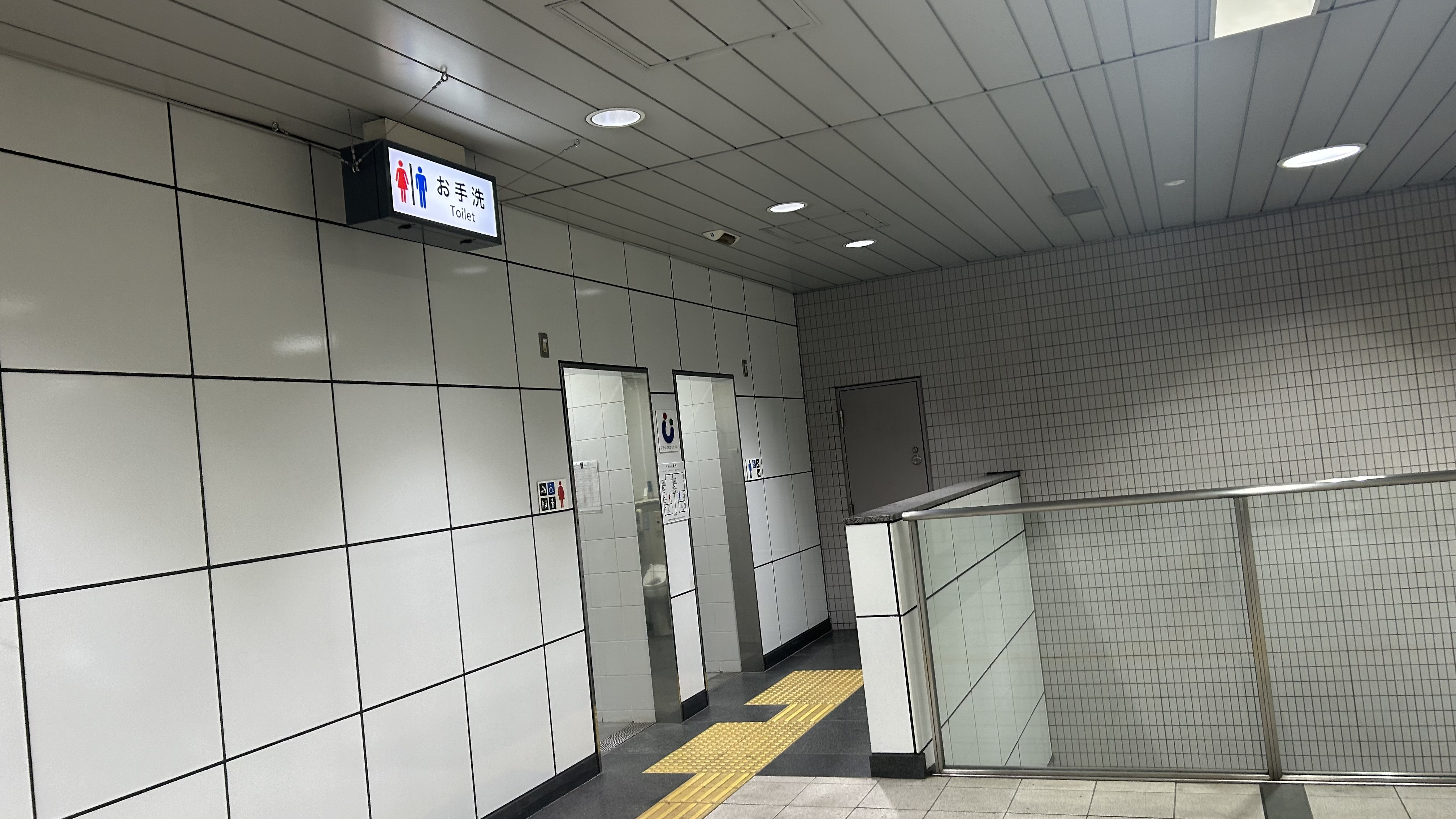
화장실

## 역 주변
- 듀오 고베
- 메트로 고베 (고베 타운)
- 미나토가와 신사
- 고베 지방 법원
- 고베 시립 중앙 체육관
- 고베 문화 홀
- 고베 시립 주오 도서관
- 고베 대학 의학부 부속 병원・의학부
- 고베 하버랜드
  - 다카하마 여객 터미널
    - 구 고베항 신호소

  - 하버 워크
  - 벽돌 창고 식당가
  - 고베 호빵맨 어린이 박물관 & 몰
  - umie MOSAIC
  - umie
  - 고베 하버랜드 센터 빌딩
  - 고베 정보 문화 빌딩 (고베 신문사・라디오 간사이)
- 고베 크리스탈 타워 (가와사키 중공업 고베 본사)
- 서일본 여객철도 도카이도 본선 (JR 고베선)・산요 본선 고베역
- 한신・한큐 고속 고베역
- 고베 시영 지하철 야마테선(세이신·야마테선) 오쿠라야마역

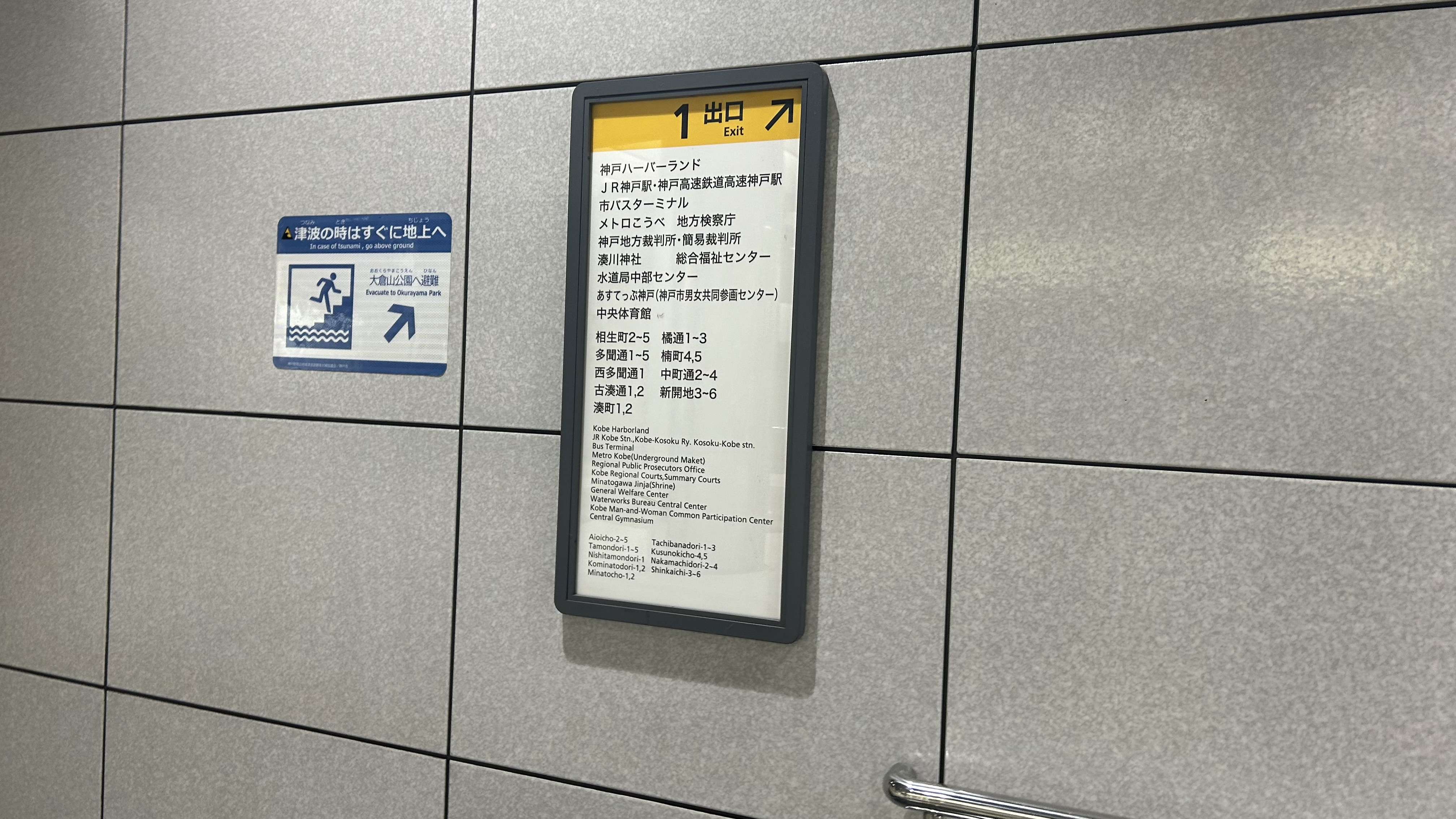
1번 출구 안내
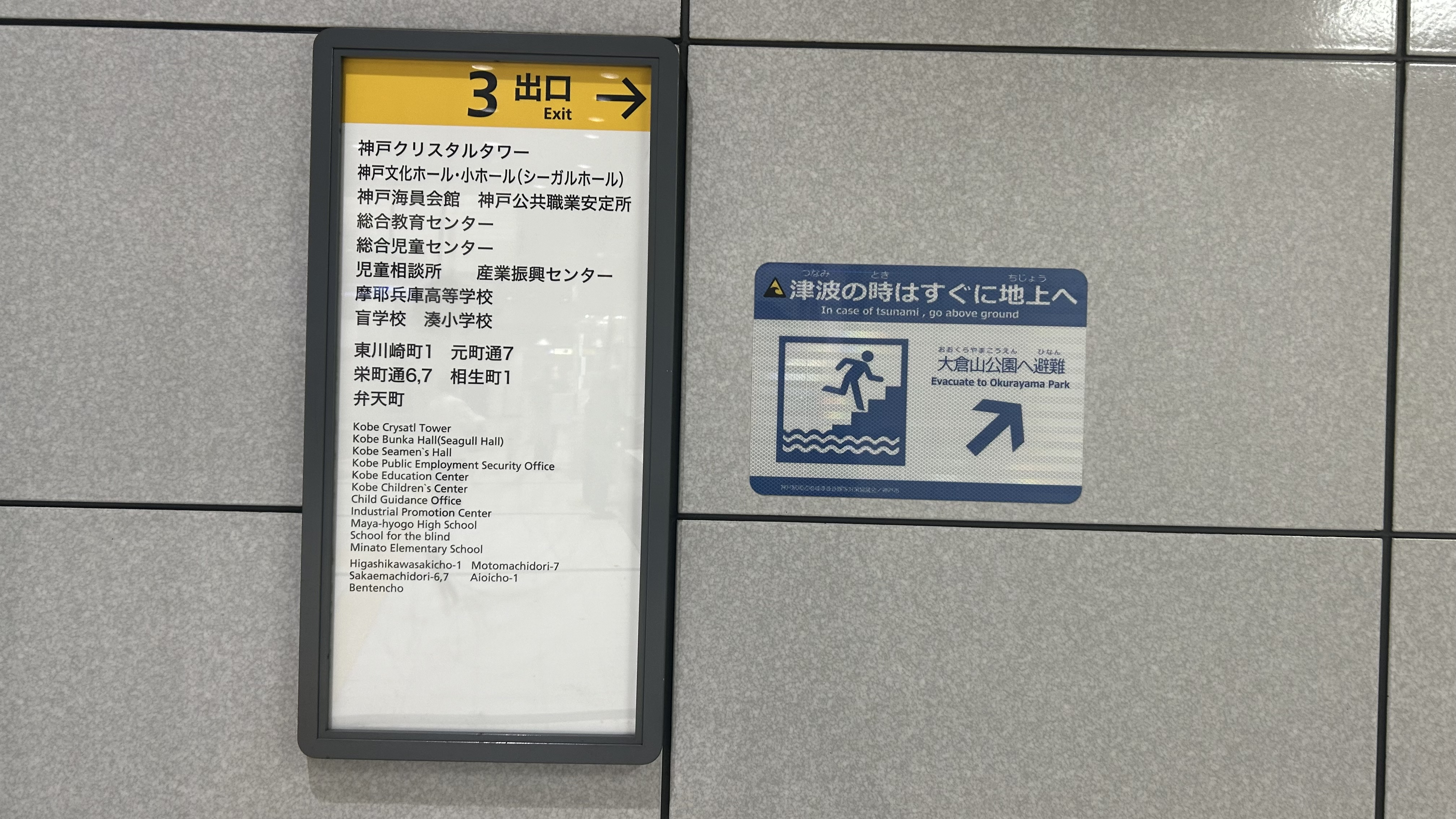
3번 출구 안내
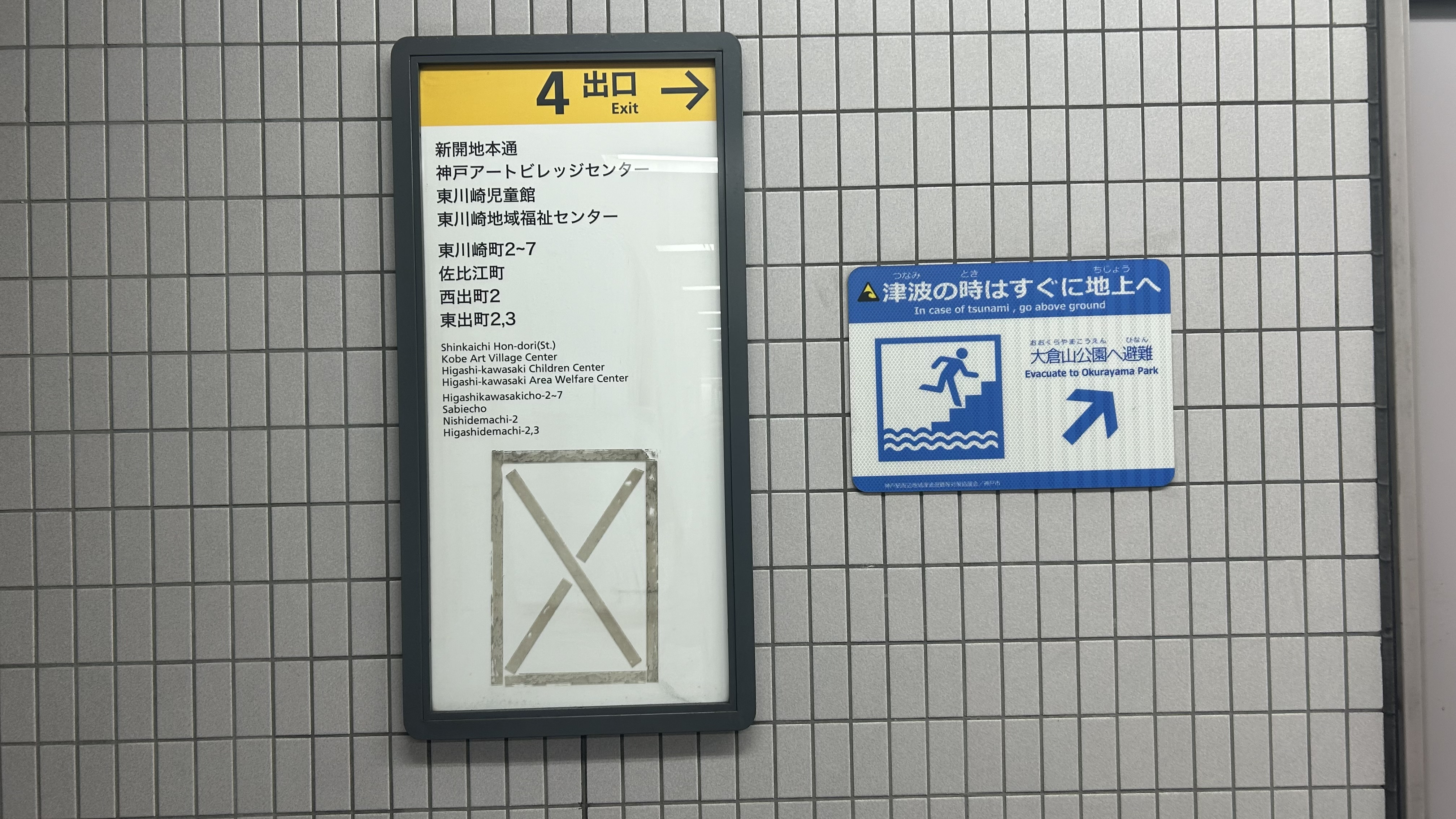
4번 출구 안내

## 역사
- 2001년 7월 7일: 영업 개시.
- 2011년 4월: 동월부터 2년을 기한으로, 고베 지하가(주)를 광고주로 역명판 아래 광고로 "듀오 고베 전"이 시작됨[1] (이후 2014년도까지의 게시를 갱신함[2])

## 인접역
| 고베시 교통국 가이간선                          | 고베시 교통국 가이간선 | 고베시 교통국 가이간선            |
| ----------------------------------------------- | ---------------------- | --------------------------------- |
| K 03 미나토모토마치 산노미야하나도케이마에 방면 |                        | 주오이치바마에 K 05 신나가타 방면 |